# 南国人魚姫/Shining Boy
『南国人魚姫/Shining Boy』（トロピカル・マーメイド、シャイニング・ボーイ、英名：Tropical Mermaid and Shining Boy）は1986年1月25日に徳間ジャパンから発売された小幡洋子の2stレコード。7JAS-54。

## 概要
前作同様本人の写真とアニメのイラストとの2つ折となっており、アニメーションのジャケットはクリームソーダを飲み人魚のような水着を着たマジカルエミとブーメラン型の水泳パンツ一丁の将を描いたタイトルの通りものとなっている。

### 南国人魚姫
小幡洋子がヒロインを務める『魔法のスターマジカルエミ』の挿入歌として劇中の第32話より、エミの新曲として登場。タイトルにあるようにトロピカルな夏のイメージを前面に出した曲だが、作中および本放送時の季節は冬だった。

### Shining Boy
小幡洋子の作詞家デビュー作。

## 収録内容
| 全作曲・編曲: 伊藤銀次。 |                 |           |            |      |
| #                        | タイトル        | 作詞      | 作曲・編曲 | 時間 |
| 1.                       | 「南国人魚姫」  | 森雪之丞  | 伊藤銀次   | 4:28 |
| 2.                       | 「Shining Boy」 | 小幡洋子  | 伊藤銀次   | 3:57 |
| 合計時間:                | 合計時間:       | 合計時間: | 8:25       |      |

## 収録アルバム
- PEARL ISLAND（#両曲とも、1985年12月21日）